# Mount Baldy Zen Center

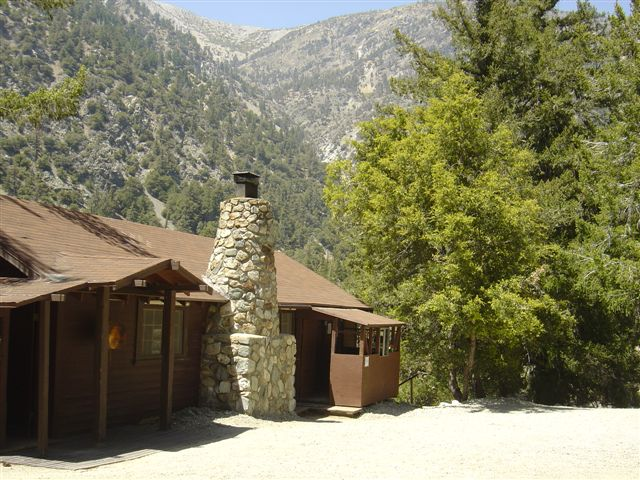
Zendo im Mount Baldy Zen Zentrum

Das Mount Baldy Zen Zentrum (Mount Baldy Zen Center, MBZC) ist ein Rinzai-Zen-Kloster in den San Gabriel Mountains nördlich von Los Angeles. Es wurde 1971 durch Kyozan Joshu Sasaki Rōshi als Hauptkloster der von ihm begründeten Traditionslinie innerhalb der japanischen Myōshin-ji-Linie gegründet. Die Klostergebäude, die aus einer ursprünglich als Pfadfinderlager genutzten Anlage entstanden, dienen dem Rōshi als Wohnung wie auch den Ordensangehörigen und Laien als Ausbildungsstätte. Zahlreiche Mönche und Nonnen, die hier ausgebildet wurden, leiten nun Klöster und Tempel dieser Zen-Traditionslinie in den USA und Europa. Mediale Bekanntheit erfuhr das abgelegene Kloster während der Jahre, die der Sänger Leonard Cohen dort verbrachte. Die besondere Lage des Klosters in 2000 Meter Seehöhe mit tiefverschneiten Wintern und einem Wüstenklima im Sommer ist Teil der Faszination. Auch die klare Autorität, mit der der Rōshi bis zu seinem Tod im Alter von 107 Jahren das Kloster als Abt und Lehrmeister leitete, zog Zen-Praktizierende aus aller Welt an.